# Тир

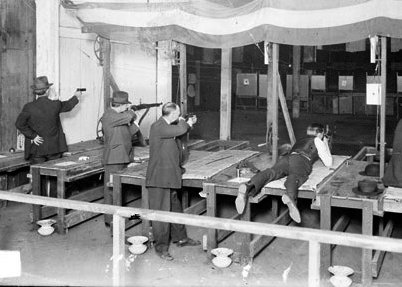
Стрільці у тирі (США, 1915)

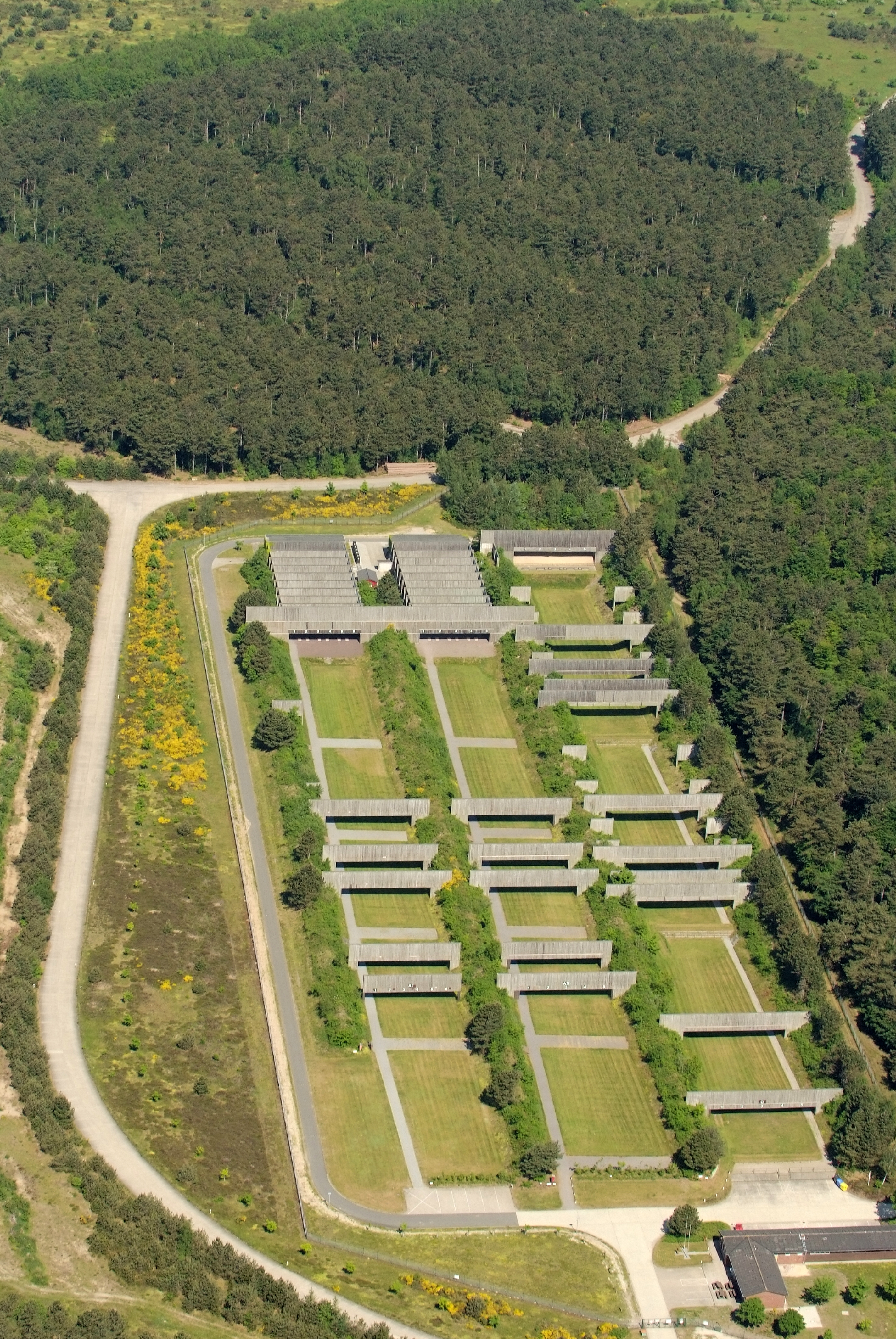
Тир (2012)

Тир (фр. tir, від tirer — тягнути, натягувати (лук), звідси — стріляти) — спортивна споруда для стрільби по мішені з ручної вогнепальної і пневматичної нарізної зброї на навчально-тренувальних заняттях і змаганнях. Тир має стрілецьку галерею з вогневим рубежем, вогневу прострілювальну зону (завдовжки рівну дистанції стрільби), мішені, як правило, механізовані пристої, кулеприймач, підсобні, службові, навчальні приміщення, склади зброї і набоїв. Залежно від розмірів тир дозволяє вести стрільбу на відстані від 10 до 300 метрів. Можуть бути закритими, напівзакритими і відкритими (польовими).
Комплекс відкритих тирів включає стрільбище, комплекс відкритих і закритих тирів зі спеціально обладнаними адміністративними будівлями і приміщеннями — стрілецький стадіон для проведення великих змагань і чемпіонатів.
Існують тири-атракціони (стрільба з пневматичної і малокаліберної гвинтівок) у місцях громадського відпочинку.